# ييبيفان
ييبيفان (بالروسية: Епифань) هي مدينة في مقاطعة تولا أوبلاست في روسيا. يبلغ عدد سكانها حوالي 2190 نسمة.